# Muchinka (Serenje)
Muchinka è un ward dello Zambia, parte della Provincia Centrale e del Distretto di Serenje.